# Jean-Baptiste Gonnet
Jean-Baptiste Gonnet (Cannes, 28 september 1982)  is een Franse professioneel golfer. 

## Amateur
Gonnet zat van 2001-2003 in de nationale selectie. Hij won onder meer in 2003 het Mexico Amateur Kampioenschap.
In 2003 speelde hij als amateur driemaal een professioneel toernooi en hij kwalificeerde zich in alle gevallen voor het weekend. Bij het Frans Open werd hij 37ste, bij het Open des Volcans zeventiende, maar bij Open de Toulouse-Palmola stopte hij na twee rondes wegens een polsblessure.

## Professional
Gonnet werd in 2004 professional en speelde vooral op de Europese Challenge Tour. In 2004 verdiende hij met enkele toernooien voldoende om in de top-100 te eindigen en een volle spelerskaart voor 2005 te hebben. In 2006 eindigde hij tien keer bij de top-10. In 2007 en 2008 behield hij zijn kaart op de Europese PGA Tour.

Eind 2007 stond hij nummer 90 en behield zijn kaart voor 2008. In 2008 haalde de helft van de cuts en eindigde buiten de top-100. Eind 2009 haalde hij weer zijn Tourkaart via de Tourschool, samen met Julien Guerrier en Benjamin Hebert.